# Nanikai Village
Nanikai Village är en ort i Kiribati.   Den ligger i örådet Tarawa och ögruppen Gilbertöarna, i den södra delen av landet, 2 km öster om huvudstaden Tarawa. Nanikai Village ligger 11 meter över havet och antalet invånare är 803. Den ligger på ön Naanikai.
Terrängen runt Nanikai Village är mycket platt.  Närmaste större samhälle är Tarawa, 2,3 km väster om Nanikai Village. 